# Bągart (województwo pomorskie)
Bągart (niem. Baumgarth) – wieś w Polsce, położona w województwie pomorskim, w powiecie sztumskim, w gminie Dzierzgoń.
Wieś leży nad rzeką Dzierzgoń. Miejscowość jest siedzibą sołectwa, w którego skład wchodzą również Spalonki oraz kolonia Bągart. 
Miejscowość jest siedzibą parafii rzymskokatolickiej pod wezwaniem św. Jana Chrzciciela, należącej do dekanatu Dzierzgoń, diecezji elbląskiej.
12 listopada 1946 r. nadano miejscowości polską nazwę Bągart.
| SIMC    | Nazwa    | Rodzaj     |
| ------- | -------- | ---------- |
| 0148910 | Bągart   | kolonia    |
| 0148926 | Spalonki | przysiółek |

## Historia
W 1894 r. odnotowano w miejscowości parafialny kościół katolicki oraz hodowlę koni. W 1885 r. w miejscowości mieszkało 1168 osób, w 1933 r. – 973 osoby, a w 1939 r. – 983 osoby.
Wieś królewska położona była w II połowie XVI wieku w województwie malborskim.
W latach 1954–1957 wieś należała i była siedzibą władz gromady Bągart, po jej zniesieniu w gromadzie Dzierzgoń. W latach 1975–1998 miejscowość należała administracyjnie do województwa elbląskiego.

## Zabytki
Według rejestru zabytków NID na listę zabytków wpisane są:
- kościół pw. św. Jana Chrzciciela i św. Michała z XV wieku, nr rej.: A-325 z 10.09.1962

Gotycka budowla z cegły, wielokrotnie odbudowywana. Świątynia salowa z parą kaplic bocznych i wieżą frontową, nadbudowaną w 1930 roku. Wewnątrz barokowe ołtarze.
- cmentarz ewangelicki, pocz. XIX w., nr rej.: A-1247 z 17.08.1988
- murowano-drewniany dom nr 24/26 z 3. ćwierci XIX wieku, nr rej.: A-1359 z 19.12.1991